# Рареш Поп
Рареш Поп (рум. Rareș Pop; нар. 14 червня 2005, Арад) — румунський футболіст, правий півзахисник клубу «Рапід» (Бухарест) і молодіжної збірної Румунії.

## Клубна кар'єра
Народився в Араді в Румунії і є вихованцем клубу свого рідного міста УТА. У першій команді дебютував 11 травня 2022 року під час матчу чемпіонату проти клубу «У Крайова 1948» (0:1), вийшовши на заміну замість Давіда Мікулеску.
Свій перший гол на професійному рівні Поп забив 19 жовтня 2022 року під час матчу Кубка Румунії проти «Стяуа» (2:2), відкривши рахунок на восьмій хвилині гри.
28 червня 2023 року Поп продовжив контракт з УТА на чотири роки, до червня 2027 року.

## Виступи за збірну
Рареш Поп провів три матчі за юнацьку збірну Румунії до 17 років, усі у 2022 році, і забив один гол.
У юнацькій команді до 18 років він провів шість матчів, теж всі в 2022 році. .
Свій перший матч у складі молодіжної збірної Румунії Рареш Поп провів 12 вересня 2023 року в матчі проти Албанії (2:3). Він вийшов на 76 хвилині замість Рареша Іліє.